# Dare (película)
Dare es una película de 2009 dirigida por Adam Salky y escrita por David Brind.

## Sinopsis
Un drama centrado en torno de tres estudiantes de secundaria - una aspirante a actriz, su mejor amigo, y un solitairo - que se comprometen en una relación íntima y complicada.

## Elenco
- Emmy Rossum[1] como Alexa Walker.
- Zach Gilford como Johnny Drake.
- Ashley Springer como Ben Berger.
- Ana Gasteyer como Ruth Berger.
- Rooney Mara como Courtney.
- Sandra Bernhard como Dr. Serena Mohr
- Alan Cumming como Grant Matson.
- Cady Huffman como Dr. Kolton
- Wayne Pyle como Alan Berger.
- Brianne Berkson como Gabby.
- Chris Riggi como Josh.
- Brea Bee como Mel Drake.
- Lucy McMichael como Ms. Davis